# Aleksandr Šlemenko
Aleksandr Pavlovič Šlemenko (in russo Александр Павлович Шлеменко?, traslitterato anche come Alexander Shlemenko; Omsk, 20 maggio 1984) è un atleta russo di arti marziali miste.
Combatte nella divisione dei pesi medi per la promozione statunitense Bellator, nella quale è stato campione di categoria dal 2013 al 2014 con tre difese del titolo, ed in precedenza ha vinto i tornei della seconda e della quinta stagione ed ha lottato per il titolo anche nel 2010, quando venne sconfitto dall'allora campione Hector Lombard.
In Europa ha vinto ben sette competizioni tra tornei e cinture.

## Carriera nelle arti marziali miste

### Inizi in Russia
Aleksandr Pavlovič Šlemenko vanta un'esperienza in tenera età con la lotta greco-romana ed un forte background nell'ARB, un sistema di combattimento corpo a corpo sviluppatosi in Unione Sovietica del quale Šlemenko detiene il più alto grado di insegnante.
Esordì come lottatore professionista di arti marziali miste nel 2004 con i tornei organizzati dalla International Absolute Fighting Council e in meno di due anni già poteva vantare un record di 18-2 e 5 tornei vinti su 7 disputati, con le due finali perse contro i connazionali Beslan Isaev e Vener Galiev, quest'ultimo futuro campione mondiale di sambo; tra le vittorie di rilievo vanno citate il rematch contro Galiev stesso nella finale della coppa Stage of Russia e il successo su Magomed Sultanachmedov, futuro campione nella promozione M-1 Global.

### Carriera all'estero
Nel novembre 2005 Šlemenko prende parte al suo primo incontro lontano dalla Russia quando accetta di combattere per la promozione brasiliana Jungle Fight contro José Landi-Jons, ex lottatore della Pride e cintura nera di jiu jitsu brasiliano: il russo subì la sua terza sconfitta in carriera, in questo caso per decisione dei giudici di gara.
Successivamente vince il torneo APF: World Pankration Championship 2005 in Kazakistan sconfiggendo in finale Beslan Isaev per sottomissione e vendicando quindi la sua prima sconfitta in carriera.
Nel 2006 si ripresenta in Brasile ancora nella Jungle Fight per affrontare il fuoriclasse di grappling Ronaldo Souza, dominatore mondiale nel jiu jitsu brasiliano e nei tornei ADCC Submission Wrestling World Championship e futuro campione Strikeforce: Šlemenko finì sottomesso per strangolamento in poco più di due minuti.
Il lottatore di Omsk ha la possibilità di vendicare un'altra delle sue precedenti sconfitte quando affronta nuovamente José Landi-Jons, questa volta in Slovenia, ma ancora una volta deve arrendersi ai punti in un incontro durante il quale Šlemenko si ruppe entrambe le mani.
Dopo quella sconfitta Šlemenko proseguì con svariate promozioni tra Europa e Nord America, e tra il 2007 ed il 2010 mise a segno un record parziale di 12 vittorie ed una sola sconfitta contro il lottatore olimpico bulgaro Jordan Radev: tra le vittime più illustri l'ex UFC e Strikeforce Sean Salmon e l'attore francese di film di arti marziali Jean-François Lénogue.

### Bellator Fighting Championships
Nel 2010 entra nella prestigiosa promozione statunitense Bellator, dove prende parte al torneo dei pesi medi della seconda stagione che avrebbe premiato il vincitore con la possibilità di sfidare il campione in carica Hector Lombard.
Šlemenko domina il torneo con le vittorie su Matt Major, sul wrestler Jared Hess ed in finale sull'ex WEC Bryan Baker, quest'ultimo sconfitto per KO tecnico nel primo round.
Quattro mesi dopo la vittoria del torneo affronta il campione in carica ed ex judoka olimpico Hector Lombard per il titolo di categoria, perdendo meritatamente ma mai cedendo sotto i tremendi colpi del cubano, arrivando addirittura a dare del suo meglio nella quinta ed ultima ripresa.
Nella prima metà del 2011 prende parte a tre incontri, tutti vinti.
Con un record personale di 40 vittorie e 7 sconfitte nel settembre 2011 torna a competere per il torneo dei pesi medi Bellator, in questo caso il torneo della quinta stagione della promozione nordamericana.
Ancora una volta lo striker di Omsk sbaraglia tutti, in questo caso la cintura nera di Taekwondo ed ex Pride e Dream Zelg Galešić, il karateka Brian Rogers ed in finale il due volte campione del mondo di BJJ Vitor Vianna: fu così il primo lottatore nella storia della Bellator a riuscire a vincere due tornei; con quella vittoria Šlemenko ottenne la possibilità di un rematch contro Hector Lombard, che era ancora il campione in carica.
Nel frattempo Šlemenko tornò in Russia per combattere un match contro l'ex UFC Julio Paulino, incontro che vinse per decisione unanime.
Combatté un incontro anche in India per la promozione Super Fight League, dove mise KO la leggenda delle MMA e del puroresu giapponese Ikuhisa "Minowaman" Minowa, il quale aveva alle spalle quasi 100 incontri da professionista.
Nel 2012 il campione Hector Lombard lasciò il titolo vacante per passare in UFC, e così venne deciso che a sfidarsi per la cintura dei pesi medi Bellator sarebbero stati il vincitore del torneo della quinta stagione Alexander Šlemenko ed il vincitore del torneo della sesta stagione Maiquel Falcão, lottatore brasiliano con un ottimo record di 31-4 ed un passato senza sconfitte in UFC.
La sfida tra i due avvenne nel 2013 con l'evento Bellator LXXXVIII, e Šlemenko diede dimostrazione della sua superiorità nella kickboxing stendendo l'avversario durante la seconda ripresa e divenendo il nuovo campione dei pesi medi Bellator.
Nel settembre dello stesso anno avrebbe dovuto difendere la cintura contro l'ex campione WEC Doug Marshall, ma quest'ultimo s'infortunò e venne sostituito da Brett Cooper, compagno di team ed amico di Alexander: Šlemenko s'impose ai punti in un incontro molto combattuto, e tutti i giudici furuono d'accordo nell'assegnare tre round su cinque al russo.
In novembre affrontò finalmente Doug Marshall, vincendo per KO tramite un pugno al fegato; un mese dopo l'avversario Marshall venne trovato positivo ad una sostanza vietata da regolamento.
Nel marzo 2014 difese per la terza volta il titolo contro il giovane ed atletico Brennan Ward per mezzo di una ghigliottina in piedi.
Lo stesso anno sale nei pesi mediomassimi per affrontare la leggenda dell'UFC Tito Ortiz: l'ex campione dei pesi mediomassimi UFC, visibilmente più grosso del russo, dopo una serie di scambi in piedi porta a terra Šlemenko e lo sottomette con uno strangolamento, mettendo fine alla serie di 13 vittorie consecutive dell'atleta di Omsk.
In giugno avrebbe dovuto affrontare lo svizzero Yasubey Enomoto a Mosca in un evento organizzato da Fight Nights, ma il match non si concretizzò.
In settembre terminò il suo regno da campione dei pesi medi Bellator quando venne sconfitto con estrema facilità dall'imbattuto contendente al titolo Brandon Halsey.
Lo stesso anno prende parte ad un torneo di combat sambo per la categoria fino ai 90 kg, arrivando terzo e venendo sconfitto da Magomed Magomedov, ed in dicembre vince un incontro per la promozione russa Fight Nights sconfiggendo l'ex campione M-1 Global Yasubey Enomoto.
Nel febbraio del 2015 sconfisse il potente kickboxer Melvin Manhoef per mezzo di uno spettacolare pugno girato, ma successivamente l'atleta russo venne trovato con un livello di testosterone superiore a quello consentito e di conseguenza l'esito del match venne cambiato in No Contest.

## Risultati nelle arti marziali miste
| Risultato  | Record    | Avversario                | Metodo                                       | Evento                                                       | Data              | Round | Tempo | Città                              | Note                                                 |
| ---------- | --------- | ------------------------- | -------------------------------------------- | ------------------------------------------------------------ | ----------------- | ----- | ----- | ---------------------------------- | ---------------------------------------------------- |
| Sconfitta  | 61-14 (1) | Aleksandr Ilič            | KO Tecnico (ginocchiata e pugni)             | RCC 12                                                       | 26 agosto 2022    | 1     | 0:22  | Ekaterinburg, Russia               |                                                      |
| Vittoria   | 61–13 (1) | Artur Gusejnov            | Decisione (unanime)                          | EFC 42                                                       | 17 ottobre 2021   | 3     | 5:00  | Soči, Russia                       |                                                      |
| Vittoria   | 60–13 (1) | Márcio Santos             | Decisione (unanime)                          | AMC Fight Nights 101                                         | 7 maggio 2021     | 3     | 5:00  | Vladivostok, Russia                |                                                      |
| Vittoria   | 59–13 (1) | David Branch              | Sottomissione (guillotine choke)             | Russian Cagefighting Championship 7                          | 14 dicembre 2019  | 1     | 4:58  | Ekaterinburg, Russia               |                                                      |
| Sconfitta  | 58–13 (1) | Chris Honeycutt           | Decisione (unanime)                          | Eastern Economic Forum: Roscongress Vladivostok Combat Night | 5 settembre 2019  | 5     | 5:00  | Vladivostok, Russia                |                                                      |
| Vittoria   | 58–12 (1) | Viscardi Andrade          | KO Tecnico (pugni)                           | Russian Cagefighting Championship 6                          | 4 maggio 2019     | 3     | 3:37  | Čeljabinsk, Russia                 |                                                      |
| Vittoria   | 57–12 (1) | Jonas Billstein           | Sottomissione (guillotine choke)             | Russian Cagefighting Championship 5                          | 15 dicembre 2018  | 2     | 1:15  | Ekaterinburg, Russia               |                                                      |
| Sconfitta  | 56–12 (1) | Anatolij Tokov            | Decisione (unanime)                          | Bellator 208                                                 | 13 ottobre 2018   | 3     | 5:00  | Uniondale, Stati Uniti             |                                                      |
| Sconfitta  | 56–11 (1) | Bruno Silva               | KO (pugni)                                   | M-1 Challenge 93 – Šlemenko vs. Silva                        | 1 giugno 2018     | 1     | 2:54  | Čeljabinsk, Russia                 |                                                      |
| Sconfitta  | 56–10 (1) | Gegard Mousasi            | Decisione (unanime)                          | Bellator 185                                                 | 20 ottobre 2017   | 3     | 5:00  | Uncasville, Stati Uniti            |                                                      |
| Vittoria   | 56–9 (1)  | Brandon Halsey            | KO Tecnico (calcio al corpo e pugni)         | M-1 Challenge 79 - Šlemenko vs. Halsey 2                     | 1 giugno 2017     | 1     | 0:25  | San Pietroburgo, Russia            |                                                      |
| Vittoria   | 55–9 (1)  | Paul Bradley              | Decisione (unanime)                          | M-1 Challenge 75 - Šlemenko vs. Bradley                      | 3 marzo 2017      | 3     | 5:00  | Mosca, Russia                      |                                                      |
| Vittoria   | 54–9 (1)  | Kendall Grove             | KO Tecnico (pugni)                           | Bellator 162                                                 | 21 ottobre 2016   | 2     | 1:43  | Memphis, Stati Uniti               |                                                      |
| Vittoria   | 53–9 (1)  | Vjačeslav Vasilevskij     | Sottomissione (guillotine choke)             | M-1 Challenge 68                                             | 16 giugno 2016    | 3     | 2:09  | San Pietroburgo, Russia            |                                                      |
| Vittoria   | 52–9 (1)  | Vjačeslav Vasilevskij     | Decisione (non unanime)                      | M-1 Challenge 64                                             | 19 febbraio 2016  | 3     | 5:00  | Mosca, Russia                      |                                                      |
| No Contest | 51-9 (1)  | Melvin Manhoef            | No Contest (doping)                          | Bellator CXXXIII                                             | 13 febbraio 2015  | 2     | 1:25  | Fresno, Stati Uniti                |                                                      |
| Vittoria   | 51-9      | Yasubey Enomoto           | Decisione (unanime)                          | Fight Nights: Battle 18                                      | 20 dicembre 2014  | 3     | 5:00  | Mosca, Russia                      |                                                      |
| Sconfitta  | 50-9      | Brandon Halsey            | Sottomissione (rear naked choke)             | Bellator CXXVI                                               | 26 settembre 2014 | 1     | 0:35  | Phoenix, Stati Uniti               | Perde il titolo dei Pesi Medi Bellator               |
| Sconfitta  | 50-8      | Tito Ortiz                | Sottomissione tecnica (triangolo di braccio) | Bellator CXX                                                 | 17 maggio 2014    | 1     | 2:27  | Southaven, Stati Uniti             | Incontro di Pesi Mediomassimi                        |
| Vittoria   | 50-7      | Brennan Ward              | Sottomissione (ghigliottina)                 | Bellator CXIV                                                | 28 marzo 2014     | 2     | 1:22  | West Valley City, Stati Uniti      | Difende il titolo dei Pesi Medi Bellator             |
| Vittoria   | 49-7      | Doug Marshall             | KO (pugno al corpo)                          | Bellator CVIX                                                | 22 novembre 2013  | 1     | 4:28  | Bethlehem, Stati Uniti             | Difende il titolo dei Pesi Medi Bellator             |
| Vittoria   | 48-7      | Brett Cooper              | Decisione (unanime)                          | Bellator XCVIII                                              | 7 settembre 2013  | 5     | 5:00  | Uncasville, Stati Uniti            | Difende il titolo dei Pesi Medi Bellator             |
| Vittoria   | 47–7      | Maiquel Falcão            | KO (pugni)                                   | Bellator LXXXVIII                                            | 7 febbraio 2013   | 2     | 2:18  | Duluth, Stati Uniti                | Vince il titolo dei Pesi Medi Bellator               |
| Vittoria   | 46–7      | Anthony Ruiz              | Decisione (unanime)                          | League S-70: Russian Championship Final                      | 11 agosto 2012    | 3     | 5:00  | Soči, Russia                       |                                                      |
| Vittoria   | 45–7      | Ikuhisa Minowa            | KO Tecnico (ginocchiata in salto e pugno)    | SFL 2                                                        | 7 aprile 2012     | 1     | 2:20  | Chandigarh, India                  |                                                      |
| Vittoria   | 44–7      | Julio Paulino             | Decisione (unanime)                          | FEFoMP: Battle of Empires                                    | 17 dicembre 2011  | 3     | 5:00  | Chabarovsk, Russia                 |                                                      |
| Vittoria   | 43–7      | Vitor Vianna              | Decisione (unanime)                          | Bellator LVII                                                | 12 novembre 2011  | 3     | 5:00  | Rama, Canada                       | Vince il torneo dei Pesi Medi Bellator V             |
| Vittoria   | 42–7      | Brian Rogers              | KO Tecnico (ginocchiate)                     | Bellator LIV                                                 | 15 ottobre 2011   | 2     | 2:30  | Atlantic City, Stati Uniti         | Torneo dei Pesi Medi Bellator V, Semifinale          |
| Vittoria   | 41–7      | Zelg Galešić              | Sottomissione (ghigliottina)                 | Bellator L                                                   | 17 settembre 2011 | 1     | 1:55  | Hollywood, Florida, Stati Uniti    | Torneo dei Pesi Medi Bellator V, Quarti di finale    |
| Vittoria   | 40–7      | Marcos Antônio Santana    | KO (pugno)                                   | League S-70: Russia vs. Brazil                               | 6 agosto 2011     | 1     | 1:29  | Soči, Russia                       |                                                      |
| Vittoria   | 39–7      | Brett Cooper              | Decisione (unanime)                          | Bellator XLIV                                                | 14 maggio 2011    | 3     | 5:00  | Atlantic City, Stati Uniti         |                                                      |
| Vittoria   | 38–7      | Nick Wagner               | KO (pugno)                                   | Fight Festival 30                                            | 12 marzo 2011     | 1     | 3:13  | Helsinki, Finlandia                |                                                      |
| Sconfitta  | 37–7      | Hector Lombard            | Decisione (unanime)                          | Bellator XXXIV                                               | 28 ottobre 2010   | 5     | 5:00  | Hollywood, Florida, Stati Uniti    | Per il titolo dei Pesi Medi Bellator                 |
| Vittoria   | 37–6      | Bryan Baker               | KO Tecnico (pugni)                           | Bellator XXIII                                               | 24 giugno 2010    | 1     | 2:45  | Louisville, Stati Uniti            | Vince il torneo dei Pesi Medi Bellator II            |
| Vittoria   | 36–6      | Jared Hess                | KO Tecnico (infortunio)                      | Bellator XX                                                  | 27 maggio 2010    | 3     | 2:20  | San Antonio, Stati Uniti           | Torneo dei Pesi Medi Bellator II, Semifinale         |
| Vittoria   | 35–6      | Matt Major                | Decisione (unanime)                          | Bellator XVI                                                 | 29 aprile 2010    | 3     | 5:00  | Kansas City, Missouri, Stati Uniti | Torneo dei Pesi Medi Bellator II, Quarti di finale   |
| Vittoria   | 34–6      | Sean Salmon               | KO (ginocchiate)                             | Fight Festival 27                                            | 13 marzo 2010     | 1     | 0:40  | Helsinki, Finlandia                |                                                      |
| Vittoria   | 33–6      | Jean-François Lénogue     | KO (pugno girato)                            | Saturn & RusFighters: Battle of Gladiators                   | 13 febbraio 2010  | 2     | 1:43  | Omsk, Stati Uniti                  |                                                      |
| Vittoria   | 32–6      | Maksim Nevolia            | Sottomissione (rear naked choke)             | IAFC: Mayor's Cup 2009                                       | 27 novembre 2009  | 1     | 1:15  | Novosibirsk, Russia                |                                                      |
| Sconfitta  | 31–6      | Jordan Radev              | KO (pugno)                                   | Fight Festival 26                                            | 17 ottobre 2009   | 1     | 4:27  | Helsinki, Finlandia                |                                                      |
| Vittoria   | 31–5      | Patrick Kincl             | Decisione (unanime)                          | Hell Cage 4                                                  | 20 settembre 2009 | 3     | 5:00  | Praga, Repubblica Ceca             | Vince il titolo europeo WKN MMA 75 kg                |
| Vittoria   | 30–5      | Petras Markevičius        | Decisione (unanime)                          | IAFC: Russia vs. the World                                   | 29 novembre 2008  | 3     | 5:00  | Novosibirsk, Russia                |                                                      |
| Vittoria   | 29–5      | Robert McDaniel           | KO Tecnico (ginocchiata in salto)            | ShoXC 9: Elite Challenger Series                             | 10 ottobre 2008   | 1     | 5:00  | Hammond, Stati Uniti               |                                                      |
| Vittoria   | 28–5      | Gregory Babene            | Sottomissione (triangolo)                    | BSCF: Siberian Challenge 2                                   | 18 maggio 2008    | 1     | 4:48  | Bratsk, Russia                     |                                                      |
| Vittoria   | 27–5      | Mikko Suvanto             | KO                                           | fightFORCE: Russia vs. The World                             | 19 aprile 2008    | 1     | -     | San Pietroburgo, Russia            |                                                      |
| Vittoria   | 26–5      | Diego Lionel Visotzky     | KO (calcio alla testa)                       | BodogFIGHT: USA vs. Russia                                   | 30 novembre 2007  | 1     | 2:11  | Mosca, Russia                      |                                                      |
| Vittoria   | 25–5      | Zakir Lalashov            | Sottomissione (triangolo)                    | BSCF: Siberian Challenge 1                                   | 14 ottobre 2007   | 2     | 2:20  | Bratsk, Russia                     |                                                      |
| Vittoria   | 24–5      | Scott Henze               | KO (pugno girato)                            | BodogFIGHT: Vancouver                                        | 24 agosto 2007    | 1     | 0:57  | Vancouver, Canada                  |                                                      |
| Vittoria   | 23–5      | Andre Balschmieter        | KO Tecnico                                   | Bratsk Combat Sport Festival                                 | 24 febbraio 2007  | 1     | 2:30  | Bratsk, Russia                     |                                                      |
| Sconfitta  | 22–5      | José Landi-Jons           | Decisione (unanime)                          | WFC 2: Evolution                                             | 30 settembre 2006 | 3     | 5:00  | Capodistria, Slovenia              |                                                      |
| Sconfitta  | 22–4      | Ronaldo Souza             | Sottomissione (triangolo di braccio)         | Jungle Fight 6                                               | 29 aprile 2006    | 1     | 2:10  | Manaus, Brasile                    |                                                      |
| Vittoria   | 22–3      | Šavkat Urakov             | Sottomissione (triangolo)                    | APF: World Pankration Championship 2006                      | 15 aprile 2006    | -     | -     | Astana, Kazakistan                 |                                                      |
| Vittoria   | 21–3      | Beslan Isaev              | Sottomissione (triangolo)                    | APF: World Pankration Championship 2005                      | 18 dicembre 2005  | 3     | -     | Astana, Kazakistan                 | Vince il World Pankration Championship 2005          |
| Vittoria   | 20–3      | Murad Magomedov           | KO Tecnico (stop dall'angolo)                | APF: World Pankration Championship 2005                      | 18 dicembre 2005  | -     | -     | Astana, Kazakistan                 | World Pankration Championship 2005, Semifinale       |
| Vittoria   | 19–3      | Vasyl' Novikov            | KO Tecnico (stop dall'angolo)                | APF: World Pankration Championship 2005                      | 18 dicembre 2005  | 1     | -     | Astana, Kazakistan                 | World Pankration Championship 2005, Quarti di finale |
| Sconfitta  | 18–3      | José Landi-Jons           | Decisione                                    | Jungle Fight 5                                               | 26 novembre 2005  | 3     | 5:00  | Manaus, Brasile                    |                                                      |
| Vittoria   | 18–2      | Sergej Naumov             | KO Tecnico                                   | M-1 MFC: Russia vs. France                                   | 5 novembre 2005   | 2     | 4:50  | San Pietroburgo, Russia            |                                                      |
| Vittoria   | 17–2      | Sergej Gubin              | KO (pugno)                                   | IAFC: Pancration Siberian Open Cup 2005                      | 20 ottobre 2005   | -     | -     | Omsk, Russia                       |                                                      |
| Vittoria   | 16–2      | Ubaidula Chopolaev        | Decisione                                    | M-1 MFC: New Blood                                           | 1º ottobre 2005   | 2     | 5:00  | San Pietroburgo, Russia            |                                                      |
| Vittoria   | 15–2      | Vasilij Krilov            | Decisione                                    | IAFC: Championship of Asia                                   | 20 marzo 2005     | 3     | -     | Jakutsk, Russia                    | Vince il Championship of Asia                        |
| Vittoria   | 14–2      | Musa Pliev                | Decisione                                    | IAFC: Championship of Asia                                   | 20 marzo 2005     | 3     | -     | Jakutsk, Russia                    | Championship of Asia, Semifinale                     |
| Vittoria   | 13–2      | Sergej Akinin             | KO (ginocchiata)                             | IAFC: Championship of Asia                                   | 20 marzo 2005     | 1     | -     | Jakutsk, Russia                    | Championship of Asia, Quarti di finale               |
| Vittoria   | 12–2      | Vener Galiev              | KO Tecnico (infortunio)                      | IAFC: Stage of Russia Cup                                    | 20 dicembre 2004  | 1     | -     | Ul'janovsk, Russia                 | Vince la coppa Stage of Russia                       |
| Vittoria   | 11–2      | Pavel Jaroslavcev         | KO Tecnico                                   | IAFC: Stage of Russia Cup                                    | 20 dicembre 2004  | 1     | -     | Ul'janovsk, Russia                 | Coppa Stage of Russia, Semifinale                    |
| Vittoria   | 10–2      | Murad Madomedov           | KO Tecnico                                   | IAFC: Stage of Russia Cup                                    | 20 dicembre 2004  | 3     | -     | Ul'janovsk, Russia                 | Coppa Stage of Russia, Quarti di finale              |
| Vittoria   | 9–2       | Jakov Burbolenko          | KO Tecnico                                   | IAFC: Russian Pankration Championship                        | 25 giugno 2004    | 2     | -     | Omsk, Russia                       | Vince il Russian Pankration Championship             |
| Vittoria   | 8–2       | Evgenij Zavjazočnikov     | Sottomissione (ghigliottina)                 | IAFC: Russian Pankration Championship                        | 25 giugno 2004    | 1     | -     | Omsk, Russia                       | Russian Pankration Championship, Semifinale          |
| Vittoria   | 7–2       | Vasilij Blinov            | KO Tecnico                                   | IAFC: Russian Pankration Championship                        | 25 giugno 2004    | 2     | -     | Omsk, Russia                       | Russian Pankration Championship, Quarti di finale    |
| Vittoria   | 6–2       | Jeihun Aliev              | KO Tecnico                                   | IAFC: Stage of Russia Cup 4                                  | 29 aprile 2004    | 2     | -     | Samara, Russia                     | Vince la coppa Stage of Russia 4                     |
| Vittoria   | 5–2       | Magomed Sultanachmedov    | Decisione (unanime)                          | IAFC: Stage of Russia Cup 4                                  | 29 aprile 2004    | 2     | 5:00  | Samara, Russia                     | Coppa Stage of Russia 4, Semifinale                  |
| Sconfitta  | 4–2       | Vener Galiev              | Decisione (unanime)                          | Cup Of Empire 2004                                           | 18 marzo 2004     | -     | -     | Kazan', Russia                     | Cup Of Empire 2004, Finale                           |
| Vittoria   | 4–1       | Abdul Aziz Malaaiev       | Decisione (unanime)                          | Cup Of Empire 2004                                           | 18 marzo 2004     | -     | -     | Kazan', Russia                     | Cup Of Empire 2004, Semifinale                       |
| Sconfitta  | 3–1       | Beslan Isaev              | Sottomissione (armbar)                       | IAFC: Pancration Asian Open Cup 2004                         | 4 marzo 2004      | 1     | -     | Jakutsk, Russia                    | Coppa Pancration Asian Open 2004, Finale             |
| Vittoria   | 3–0       | Anton Veisbekker          | KO (pugno)                                   | IAFC: Pancration Asian Open Cup 2004                         | 4 marzo 2004      | -     | -     | Jakutsk, Russia                    | Coppa Pancration Asian Open 2004, Semifinale         |
| Vittoria   | 2–0       | Aleksandr Jakovlev        | KO Tecnico                                   | IAFC: Stage of Russia Cup 3                                  | 19 febbraio 2004  | 2     | -     | Omsk, Russia                       | Vince la coppa Stage of Russia 3                     |
| Vittoria   | 1–0       | Zul'finar Sultanmagomedov | KO Tecnico (ferita)                          | IAFC: Stage of Russia Cup 3                                  | 19 febbraio 2004  | 1     | -     | Omsk, Russia                       | Coppa Stage of Russia 3, Semifinale                  |